# Balladen om den forsvundne mumie
Balladen om den forsvundne mumie er en børne- og ungdomsroman skrevet af Dennis Jürgensen. Den blev udgivet i 1982, den er 98 sider og målgruppen er sat fra 11 år.

## Handling
Bogen handler om monsternørden Freddy, der elsker monstre og specielt dem fra bladet Slim. En dag bliver han kontaktet af en gruppe mere eller mindre kendte monstre som blandt andet: Dracula, en varulv og en mumie. De viser sig dog at være ganske harmløse og tilbringer det meste af deres tid som voksfigurer på et lokalt museum. De har dog det problem, at deres ven Mummy er forsvundet, mens han besøgte sin fætter på et lokalt museum og nu må de have fat i ham før han bliver opdaget. De beder Freddy om hjælp og han indvilliger uden større betækning.
| Bog | Spire Denne artikel om bøger og tidsskrifter er en spire som bør udbygges. Du er velkommen til at hjælpe Wikipedia ved at udvide den. |